# Amdivie Kouhounha
Amdivie Tona Kouhounha, née en 2001 à Godomey, est une gymnaste aérobic béninoise.

## Carrière
Amdivie Kouhounha pratique la gymnastique depuis l'âge de 11 ans et étudie à l'Institut national de la jeunesse, de l’éducation physique et du sport (INJEPS). Elle est double médaillée de bronze aux Jeux africains de la jeunesse de 2018 à Alger et double médaillée d'or et médaillée d'argent junior aux Championnats d'Afrique de gymnastique aérobic 2018 à Brazzaville. Elle passe en catégorie senior en 2019.
Aux Championnats d'Afrique de gymnastique aérobic 2020 à Charm el-Cheikh, elle est médaillée d'argent par équipes et médaillée de bronze en trio mixte.
Elle est médaillée de bronze en individuel dames aux Jeux de la solidarité islamique de 2021 à Konya.
Aux Championnats d'Afrique de gymnastique aérobic 2022 au Caire, elle est médaillée d'argent en trio mixte et médaillée de bronze en duo mixte.